# AT&T

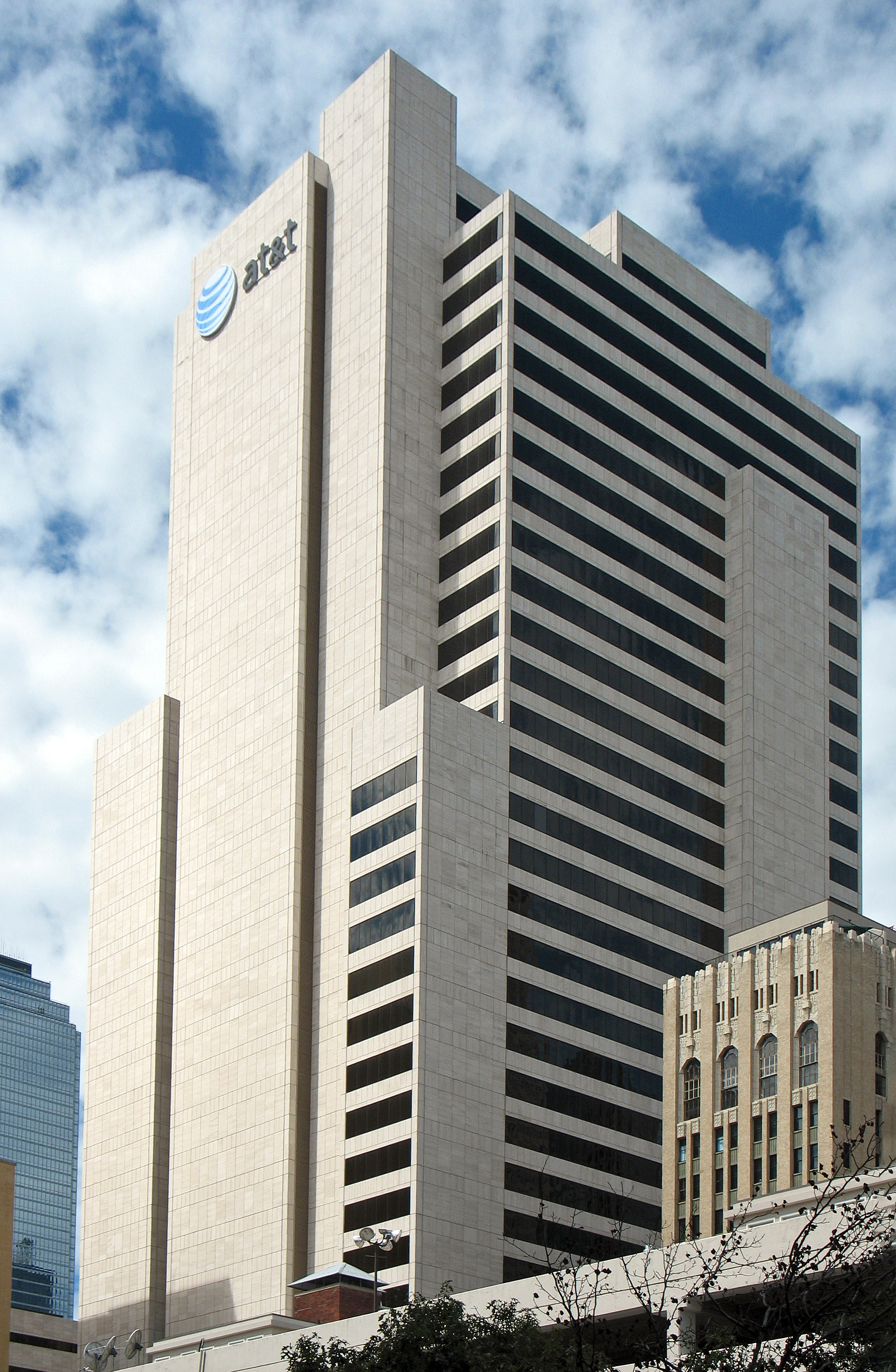
텍사스주 댈러스에 위치한 AT&T 본사

AT&T 주식회사(AT&T Inc.)는 미국의 다국적 복합 지주회사이다. AT&T는 세계 최대 통신 기업이다. 미국의 최대 유선 전화 서비스와 제2위의 이동전화 서비스 제공자이다. 또한 시가총액 기준으로 세계 2위 미디어그룹이다.

## 역사
1885년 세워진 미국전화전신회사(AT&T Corp.)를 전신으로 한다. 1885년 뉴욕에서 전화기의 발명가 알렉산더 그레이엄 벨에 의해 설립되었다.
20세기 초엽 미국 정부와 협상의 결과 전화사업의 독점권을 확보한다. 이러한 독점적 상태는 1970년대 초 반독점소송의 결과 해체되게 된다. 이후 지역 벨 전화회사 8개사, 연구 개발부문 사업으로 분리되고 AT&T는 기본적인 장거리 서비스만 담당하는 전화회사가 되었다. 이것으로 인해 미국의 전화산업은 시장경쟁체제로 전환되었으며, 특히 장거리 사업 부문은 MCI, 스프린트 등의 대규모 장거리 전화 회사의 성장을 가져왔다.
1990년대 후반부터는 대규모 케이블 회사인 TCI, 미디어원을 사들여, 케이블시설을 전국에 보유하여 그 시설을 통하여 고속 인터넷 통신사업 분야의 거물이 되었다. 그러나 주가의 저가 행진, 늦어지는 사업 매수 비용의 회수 등으로부터 재정적 압박을 받아, 2000년에는 케이블 부문, 장거리부문, 무선 부문등의 사업분할을 발표한다. 2005년 1월 31일 미국내 2위 사업자인 SBC 커뮤니케이션에 의한 구매가 발표되었다.
또한 AT&T는 2006년에 미국 동남부 지역 벨 전화회사인 벨사우스를 인수하면서 벨사우스의 자회사이자 당시 미국 최대의 이동통신회사인 Cingular사를 함께 인수하여, 현재 AT&T 모빌리티라는 브랜드로 휴대폰 서비스를 제공 중이다.
AT&T는 2016년 10월에는 미디어 업체인 타임워너와 인수합병이 되었다. 2018년 6월 14일 합병 후 타임워너주식회사에서 워너미디어 유한책임회사으로 변경되었다.

## 벨 연구소
벨 연구소는 Lucent의 연구소이다. 창의적인 연구를 위한 순수 연구소이며, 유닉스, C, 모뎀(의 AT로 시작하는) 명령어 등을 개발하였다.

## 같이 보기
- AT&T 모빌리티